# الاتیا
الاتیا (به یونانی: Ελάτεια) شهری باستانی و یونانی در منطقهٔ فوکیس بود که پس از دلفی مهم‌ترین شهر آن منطقه به حساب می‌آمد. الاتیا همچنین شهری مدرن و امروزی است که تا پیش از اجرای اصلاحات دولتی در سال ۲۰۱۱ شهری مستقل در بخش جنوب شرقی شهرستان فتیوتیس به حساب می‌آمد اما از آن پس جزئی از شهر آمفیکلیا-الاتیا محسوب می‌شود. طبق سرشماری سال ۲۰۰۱ جمعیت آن ۵٫۶۳۶ نفر و مساحت آن ۱۵۴٫۳۶۱ کیلومتر مربع است.